# 潘惟栢
潘惟栢（越南语：／；1845年—？年），越南阮朝官員。

## 生平
潘惟栢是山西省永祥府白鶴縣堅剛總堅剛社（今屬永福省永祥縣五堅社堅剛村）人，紹治五年（1845年）出生。同慶三年（1888年），潘惟栢參加河南場鄉試，考中舉人。成泰元年（1889年），潘惟栢會試中格，庭試考中副榜。後任直定知縣。